# Calamagrostis effusa
Calamagrostis effusa là một loài thực vật có hoa trong họ Hòa thảo. Loài này được (Kunth) Steud. mô tả khoa học đầu tiên năm 1840.